# Felix Van Groeningen
Felix Van Groeningen (ur. 1 listopada 1977 w Gandawie) – belgijski reżyser i scenarzysta filmowy.

## Wybrana filmografia
- 2009: Boso, ale na rowerze (De Helaasheid der dingen)
- 2012: W kręgu miłości (The Broken Circle Breakdown)